# 大久保利武

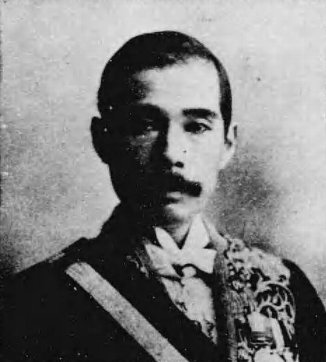
大久保利武

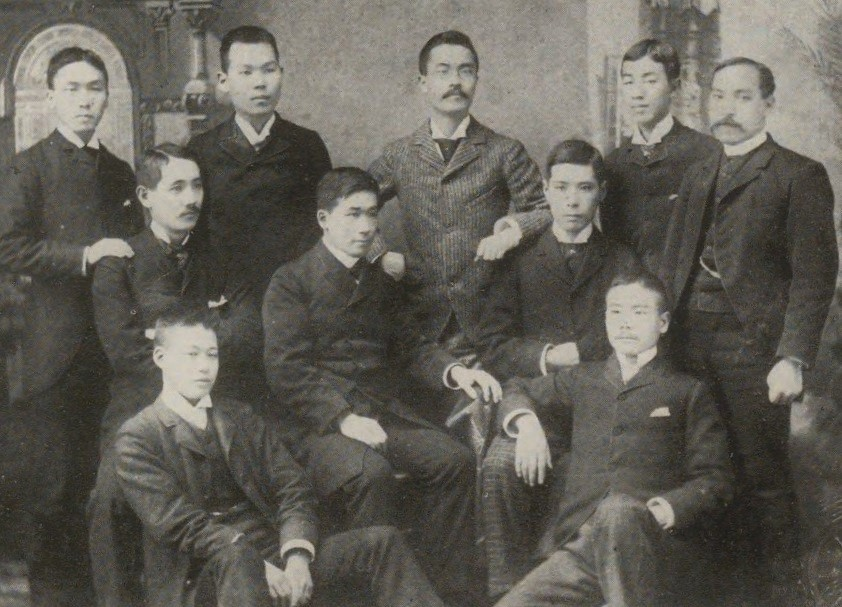
1889年、イェール大学の学友と。椅子に座った3人の一番右が利武。

大久保 利武（おおくぼ としたけ、1865年5月7日〈慶応元年4月13日〉- 1943年〈昭和18年〉7月13日）は、日本の内務官僚、政治家。日本赤十字社理事。位階・勲等・爵位は正二位勲一等侯爵。

## 略歴
1865年（慶応元年）4月13日、薩摩国鹿児島城下新照院通町に大久保一蔵（利通）と満寿子の三男として生まれる。幼名は三熊。1887年（明治20年）、第一高等中学校を卒業後、アメリカ合衆国に留学し、イェール大学を卒業。さらにドイツに留学し、ハレ大学、ハイデルベルク大学、ベルリン大学で学ぶ。
1894年（明治27年）に帰国。日清戦争で大本営付通訳官を務め、その後、台湾総督秘書官に就任。1896年（明治29年）9月、内務省に入省し、内務大臣秘書官に就任。さらに内務省監獄局長を務める。
1900年（明治33年）1月、鳥取県知事となる。以後、大分県・埼玉県の各知事を歴任。1901年（明治34年）には大分県知事として八鹿酒造麻生観八らの農地灌漑工事につき起債を認可している。1907年（明治40年）12月、農商務省商工局長となり、さらに商務局長を務めた。1912年（大正元年）12月、大阪府知事に就任。1917年（大正6年）12月、大阪府知事を退任後、同月26日、貴族院勅選議員に任じられ研究会に属した。1922年（大正11年）2月13日、錦鶏間祗候を仰せ付けられた。
継嗣がいなかった兄・利和の養子となり、1928年（昭和3年）6月5日、利和の隠居に伴い家督を相続。6月14日、貴族院勅選議員を辞任、6月15日には侯爵を襲爵し、貴族院侯爵議員に就任。
1937年（昭和12年）には、ナチス支持の学者であったウォルター・ドーナートが主宰した日独文化協会の会長を務める。他、維新史料編纂会委員、日本赤十字社理事などを務めた。
1943年（昭和18年）7月13日、兄・利和に先立ち死去。満78歳没。墓所は青山霊園。家督は長男の利謙が継いだ。

## 栄典
位階
- 1897年（明治30年）10月30日 - 従六位[6]
- 1898年（明治31年）12月28日 - 正六位[7]
- 1899年（明治32年）5月20日 - 正五位[8]
- 1905年（明治38年）7月20日 - 従四位[9]
- 1910年（明治43年）8月10日 - 正四位[10]
- 1915年（大正4年）8月20日 - 従三位[11]
- 1918年（大正7年）1月16日 - 正三位[12]
- 1936年（昭和11年）7月1日 - 従二位[13]
- 1943年（昭和18年）7月14日 - 正二位[14]

爵位
- 1928年（昭和3年）6月15日 - 侯爵（襲爵）

勲章等
| 受章年                     | 略綬 | 勲章名                   | 備考 |
| -------------------------- | ---- | ------------------------ | ---- |
| 1896年（明治29年）3月31日  |      | 勲六等単光旭日章         |      |
| 1899年（明治32年）12月27日 |      | 勲五等瑞宝章             |      |
| 1902年（明治35年）6月30日  |      | 勲四等瑞宝章             |      |
| 1906年（明治39年）4月1日   |      | 勲三等旭日中綬章         |      |
| 1911年（明治44年）8月24日  |      | 勲二等瑞宝章             |      |
| 1913年（大正2年）12月27日  |      | 銀杯一組                 |      |
| 1915年（大正4年）11月7日   |      | 旭日重光章               |      |
| 1915年（大正4年）11月10日  |      | 大礼記念章（大正）       |      |
| 1920年（大正9年）9月7日    |      | 金杯一組                 |      |
| 1928年（昭和3年）11月10日  |      | 金杯一個                 |      |
| 1930年（昭和5年）12月5日   |      | 帝都復興記念章           |      |
| 1935年（昭和10年）1月14日  |      | 御紋付銀盃               |      |
| 1940年（昭和15年）8月15日  |      | 紀元二千六百年祝典記念章 |      |
| 1940年（昭和15年）11月10日 |      | 銀杯一組                 |      |
| 1943年（昭和18年）7月13日  |      | 勲一等瑞宝章             |      |

外国勲章佩用允許
| 受章年                    | 国籍         | 略綬 | 勲章名                                             | 備考 |
| ------------------------- | ------------ | ---- | -------------------------------------------------- | ---- |
| 1914年（大正3年）5月14日  | イタリア王国 |      | 王冠第一等勲章                                     |      |
| 1934年（昭和9年）3月1日   | 満洲帝国     |      | 建国功労章                                         |      |
| 1935年（昭和10年）9月21日 | 満洲帝国     |      | 満洲帝国皇帝訪日紀念章                             |      |
| 1939年（昭和14年）4月20日 | ドイツ国     |      | シュテルンアードレル勲章フェルディーンストクロイツ |      |
| 1941年（昭和16年）12月9日 | 満洲帝国     |      | 建国神廟創建紀念章                                 |      |

## 家族・親族

### 大久保家
- 祖父：利世（薩摩藩士）
寛政6年11月（1794年12月）生 - 文久3年5月（1863年7月）没
- 祖母：福（薩摩藩侍医・皆吉鳳徳の次女）
- 父：利通（薩摩藩士、政治家）
文政13年8月（1830年9月）生 - 1878年（明治11年）5月没
- 母：満寿子（薩摩藩士・早崎七郎右衛門の次女）
天保11年（1840年）生 - 1878年（明治11年）12月没
- 兄：利和（実業家、政治家）
安政6年7月（1859年8月）生 - 1945年（昭和20年）1月没
- 妻：栄（男爵・近藤廉平の長女）
- 長男：利謙（歴史学者）
1900年（明治33年）1月生 - 1995年（平成7年）12月没
- 次男：利正
同妻：治子（伊勢神宮禰宜・慶光院利敬の次女）
- 三男：通忠（三菱石油秘書室長）
同妻：澄子（山口金太郎の三女）
- 孫：利泰
1934年（昭和9年）生 -

## 著作

### 単著
- 『日本に於けるベリー翁』東京保護会、1929年7月。 NCID BN09702501。全国書誌番号:47015218 全国書誌番号:48007609。
- 『岩倉公と叢裡鳴虫』岩倉公旧蹟保存会、1935年4月。 NCID BN14115731。全国書誌番号:46078787。
- 『有待庵を繞る維新史談』同志社〈同志社講演集 第8輯〉、1944年5月。 NCID BN09872782。全国書誌番号:44022202 全国書誌番号:68010380。
- 『不二道孝心講』岡田博校訂・註解、小谷三志翁顕彰会〈まるはと叢書 第2集〉、1992年2月。 NCID BN1091186X。全国書誌番号:92035115。

### 寄稿
- エドゥアルト・シュプランガー『文化哲学の諸問題』。岩波書店、1937年。「序文」（日獨文化協會會長 侯爵 大久保利武）。

### 編集
- 『献詠詩集』大久保利武、1936年3月。 NCID BA55934094。全国書誌番号:46051017 全国書誌番号:46051018。

### 翻訳
- フリッツ・ケルレルマン『世界大戦の独逸教育に及ぼしたる影響』啓明会事務所〈紀要 第8号〉、1930年7月。 NCID BN08869691。全国書誌番号:47030299。

### 洋書
- The contribution of the Doshisha to social work in Japan. Doshisha University. (1935-09). NCID BA2359001X. 全国書誌番号:22029951